# Manuela Pedraza

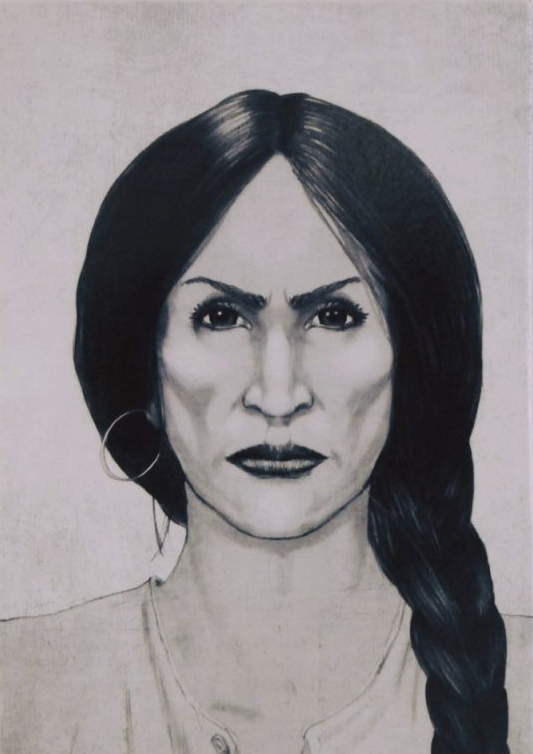
Hình ảnh chỉ mang tính minh họa

Manuela Pedraza là một người phụ nữ yêu nước, người đã chiến đấu trong cuộc tái chiếm thành phố Buenos Aires sau cuộc xâm lược đầu tiên của Anh năm 1806. Sự tham gia của bà được coi là anh hùng trong trận chiến cuối cùng, và vai trò của bà được chỉ huy bởi lực lượng của quân đội Buenos Aires, Santiago de Liniers.
Tên đầy đủ của bà là "Manuela Hurtado y Pedraza", nhưng bà được mọi người gọi là "Manuela la tucumanesa" (kiểu cũ của "Manuela từ Tucumán ", sau đó là một phần của Viceroyalty of Río de la Plata, nay là Argentina). Mặc dù nguồn gốc của bà được biết đến, vị trí chính xác, cũng như ngày sinh và ngày chết của bà, vẫn chưa được biết.
Manuela Pedraza đã tham gia vào trận chiến lớn nhất và cuối cùng; nó đã diễn ra trong ba ngày (ngày 10 tháng 8 năm126, 1806) tại trung tâm của thủ đô Buenos Aires. Bà đã chiến đấu bên cạnh chồng mình (một quân đoàn trong quân đội) với lực lượng Liniers bao vây Pháo đài Tây Ban Nha (nay là Casa Rosada, trụ sở của chính phủ Argentina trên Plaza de Mayo), lúc đó trong tay người Anh. Vào ngày thứ hai của trận chiến, ngày 11 tháng 8, chồng bà bị giết bởi một người lính Anh; lần lượt, Manuela đã giết người lính đó bằng lưỡi lê của chính mình. Ngay sau đó, bà lấy súng hỏa mai của chồng và tiếp tục chiến đấu, giết chết một người lính Anh khác.

Sau trận chiến, Liniers, chỉ huy của các lực lượng địa phương chiến thắng và sắp được bổ nhiệm làm Viceroy của Río de la Plata, đặt tên Manuela cho Trung đoàn Patricios mới thành lập với mức lương và cấp bậc " alférez " (khoảng, trung úy). Bản báo cáo của Liniers được hiển thị trong Bảo tàng của những người đi lang thang ở Buenos Aires và đọc: 
"No debe omitirse el nombre de la mujer de un cabo de Asamblea, llamada Manuela la Tucumanesa, que combatiendo al lado de su marido con sublime entereza mató un inglés del que me presentó el fusil."

## Tôn kính
Có một con đường và một ngôi trường ở Buenos Aires được đặt theo tên của bà. Ngoài ra, Chính quyền thành phố Buenos Aires trao giải thưởng "Mención de Honor Manuela Pedraza" để ghi nhận cho phụ nữ tham gia hoạt động xã hội ở Argentina. Trong phần trích dẫn để công nhận, có tuyên bố: " Giải thưởng này tìm cách đòi lại một truyền thống tham gia vào các cuộc chiến vì tự do và bảo vệ lợi ích của quốc gia và nhân dân, một truyền thống mà nhiều người dân quê đã cống hiến cho cuộc sống của họ. " 